# Грекане
Грекане (тъй като н е палатализиран, се среща и изписване Греканье, на македонска литературна норма: Грекај, Грекай; на албански: Grekaj) е село в Северна Македония, в община Маврово и Ростуше.

## География
Селото е разположено в областта Горна Река, в подножието на Кораб.

## История
В началото на XIX век Грекане подобно на останалите села в Горна река е в активен процес на албанизация. В 1852 година жители на Грекане подкрепят издаването на „Утешение грешним“ на Кирил Пейчинович.
В края на XIX век Грекане е разделено в конфесионално отношение албанско село в Реканска каза на Османската империя. Според статистиката на Васил Кънчов („Македония. Етнография и статистика“) в 1900 Греканье има 25 жители арнаути християни и 14 арнаути мохамедани.
На Етнографската карта на Битолския вилает на Картографския институт в София от 1901 година Грекане (Гарскай) е чисто албанско, но смесено православно-мюсюлманско село в Реканската каза на Дебърския санджак с 42 къщи.
Според митрополит Поликарп Дебърски и Велешки в 1904 година в Грекане има 2 сръбски къщи. Според секретаря на Българската екзархия Димитър Мишев („La Macédoine et sa Population Chrétienne“) в 1905 година християнското население на Грекане се състои от 12 албанци.
Според преброяването от 2002 година селото има 20 жители албанци.
| Националност     | Всичко |
| северномакедонци | 0      |
| албанци          | 20     |
| турци            | 0      |
| роми             | 0      |
| власи            | 0      |
| сърби            | 0      |
| бошняци          | 0      |
| други            | 0      |